# Henry Charlton Bastian

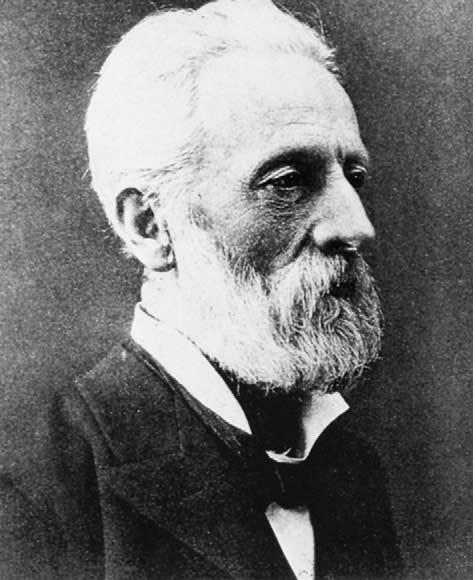
Henry Charlton Bastian

Henry Charlton Bastian (* 26. April 1837 in Truro; † 17. November 1915 in Chesham Bois, Buckinghamshire) war ein britischer Neurologe.

## Leben
Außer seinem großen Interesse für Naturkunde ist aus Bastians frühen Jahren wenig bekannt. 1856 kam er auf das University College London und schloss sein Studium an der Universität London 1861 ab. Zunächst begann er seine Arbeit am St. Mary’s Hospital in London als Assistenzarzt und Dozent für Pathologie. Seinen Doktortitel erhielt er 1866 und 1867 ging er im Alter von 30 Jahren als Professor für pathologische Anatomie an die Universität London zurück. Zu dieser Zeit war die Lehre in der Neurologie am University College London stark durch den Einfluss von Sir John Russell Reynolds geprägt. Auch William Richard Gowers, der acht Jahre lang unter Bastian gearbeitet hatte, war am University College, gleich nachdem er approbiert hatte und 1867 seine „Membership of the Royal College of Surgeons (M.R.C.S.)“ erhielt.
Bastian setzte seine Arbeit in der klinischen Medizin fort und wurde 1878 Physikus am University College Hospital. Von 1887 bis 1898 war er Lehrstuhlinhaber für medizinische Grundsätze und Anwendungen und überlappend von 1868 bis 1902 auch vom National Hospital in Queen Square in London beauftragt. Früh wandte er sich von der klinischen Neurologie ab und befasste sich wieder mit der Problematik der Spontanzeugung, mit der er sich zu Beginn seiner Laufbahn bereits beschäftigt hatte. In seinen frühesten wissenschaftlichen Arbeiten befasste sich Bastian mit dem Guineawurm und anderen Fadenwürmern, musste seine Forschungsarbeiten aber spontan aufgrund einer Allergie gegen diese Lebewesen einstellen.
1866 heiratete er Julia Orme, mit der er drei Söhne und eine Tochter hatte.
1868 wurde er im Alter von 31 Jahren zum Mitglied der Royal Society ernannt. Er setzte von 1897 bis 1898 Maßstäbe am Royal College of Physicians in London und erhielt die Ehrenmitgliedschaft am Royal College of Physicians of Ireland und die Ehrendoktorwürde der Royal University of Ireland. Von 1884 bis 1898 war er königlicher Berater für Verdachtsfälle von Geisteskrankheiten.

## Schriften

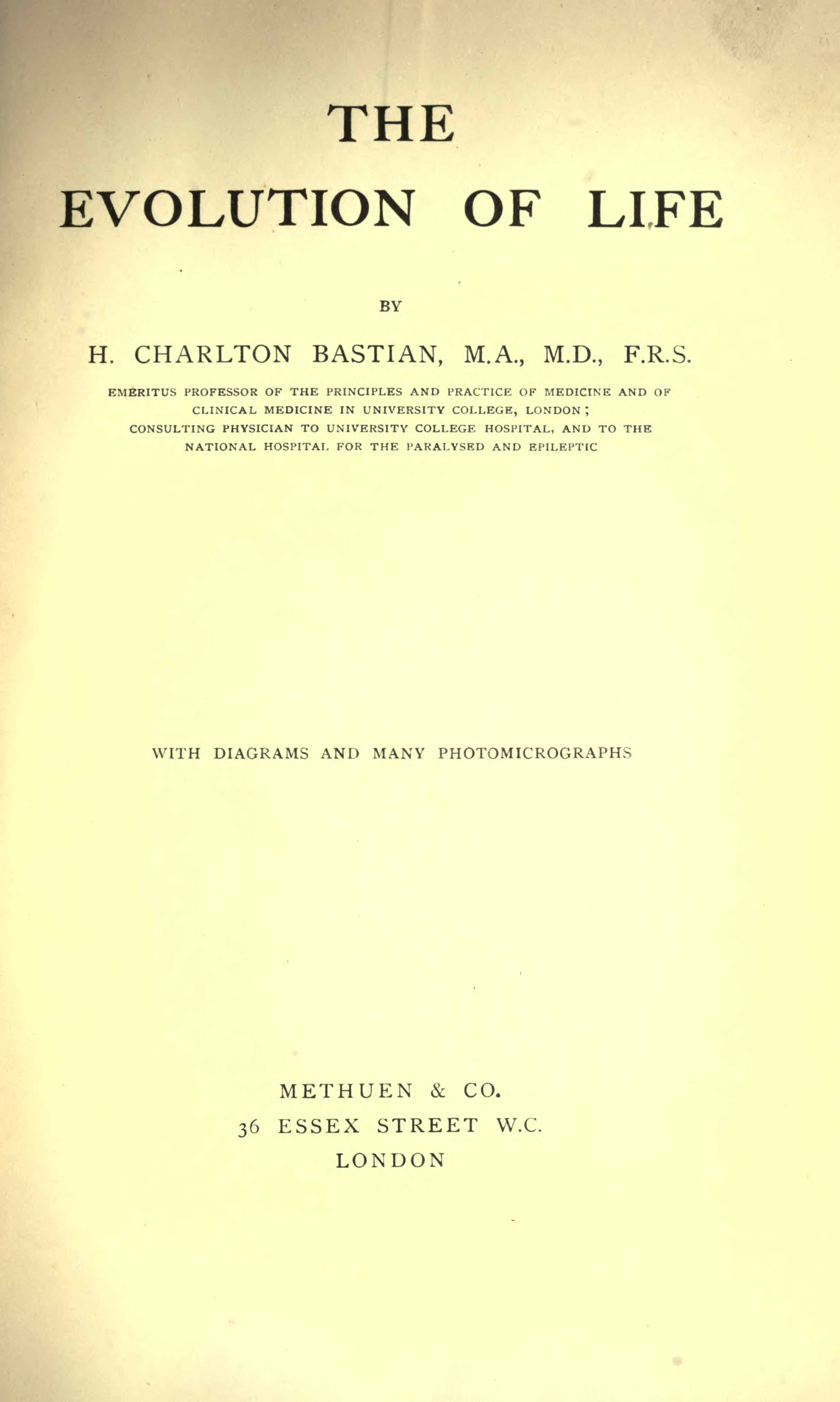
The Evolution of Life, 1907

- The Modes of Origin of Lowest Organisms. London 1871.
- The beginnings of life. 2 Bände. London 1872.
- On Paralysis From Brain Disease in Its Common Forms. London 1875.
- The Brain as an Organ of Mind. London, 1880. Appleton, New York 1880.
- Paralyses, Cerebral, Bulbar and Spinal. London 1886.
- The „muscular sense“; its nature and cortical localisation. Brain, London 1888, 1–137.
- Various Forms of Hysterical and Functional Paralysis. London 1893.
- A Treatise on Aphasia and Other Speech Defects. Lewis, London 1898.
- Studies in Heterogenesis. 4-teilig. London 1901–1903. Together 1904.
- The Nature and Origin of Living Matter. London 1905.
- The Evolution of Life. Methuen, London 1907.
- The Origin of Life. London, 1911, 1913.
- On the symptomatology of total transverse lesions of the spinal cord; with special reference to the conditions of the various reflexes. Medico-Chirurgical Transactions, London 1890, 151–217.